# Сеуті
Сеуті (ісп. Ceutí) — муніципалітет в Іспанії, у складі автономної спільноти Мурсія. Населення — 10 448 осіб (2010).
Муніципалітет розташований на відстані близько 330 км на південний схід від Мадрида, 16 км на північний захід від Мурсії.
На території муніципалітету розташовані такі населені пункти: (дані про населення за 2010 рік)
- Сеуті: 9639 осіб
- Лос-Торраос: 809 осіб

## Демографія
Динаміка населення (INE ):